# Lee M. Russell

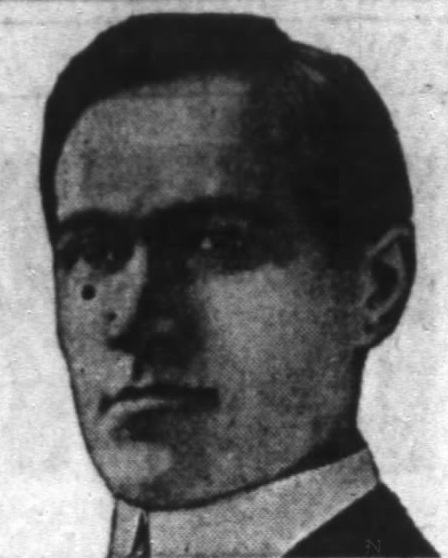
Lee M. Russell (1922)

Lee Maurice Russell (* 16. November 1875 im  Lafayette County, Mississippi; † 5. Mai 1943 in Jackson, Mississippi) war ein US-amerikanischer Politiker und von 1920 bis 1924 Gouverneur des Bundesstaates Mississippi.

## Frühe Jahre und politischer Aufstieg
Lee Russell besuchte bis 1897 das Toccopola College und danach bis 1903 die University of Mississippi, an der er Jura studierte. Nach seiner Zulassung als Rechtsanwalt begann er in Oxford in seinem neuen Beruf zu arbeiten. Russell wurde Mitglied der Demokratischen Partei. Zwischen 1908 und 1912 war er Abgeordneter im Repräsentantenhaus von Mississippi, von 1912 bis 1916 war er Mitglied des Staatssenats. Von 1916 bis 1920 war er als Vizegouverneur Stellvertreter von Gouverneur Theodore Gilmore Bilbo. Am 4. November 1919 wurde er zu dessen Nachfolger gewählt.

## Gouverneur von Mississippi
Lee Russell trat seine vierjährige Amtszeit am 20. Januar 1920 an. In seiner Regierungszeit wurde das Schulwesen um ein Junior-College-System erweitert. Außerdem wurde eine Behindertenschule gegründet. Durch Schädlinge kam es zu Ernteausfällen. Der Gouverneur verklagte damals einige Versicherungsgesellschaften wegen Verstoßes gegen die Anti-Trustgesetze. Im Gegenzug sah er sich einer Klage eines früheren Sekretärs ausgesetzt, der ihn der Anstiftung zum Wortbruch beschuldigte und auf 100.000 Dollar verklagte. Die Klage wurde innerhalb von 25 Minuten vom Gericht abgewiesen.

## Weiterer Lebenslauf
Aufgrund einer Verfassungsklausel durfte Russell im Jahr 1923 nicht direkt für seine Wiederwahl kandidieren. Daher schied er am 18. Januar 1924 aus seinem Amt aus. Danach zog er an die Golfküste seines Staates, wo er als Immobilienmakler tätig war. Später kehrte er nach Jackson zurück, um dort als Rechtsanwalt zu arbeiten. Er starb Anfang Mai 1943. Lee Russell war mit Ethel May Day verheiratet. Das Paar hatte ein gemeinsames Kind.